# Juan José Millás
Juan José Millás García, né le 31 janvier 1946 à Valence (Espagne), est un écrivain espagnol.

## Biographie
Alors qu'il n'a que six ans, Juan José Millás déménage avec sa famille à Madrid, ville où il vivra la majeure partie de sa vie. Mauvais élève en classe, il est néanmoins curieux et complète la plupart de ses études de nuit, tout en travaillant dans une caisse d'épargne. À l'université complutense de Madrid, il amorce des études en philosophie et en lettres qu'il abandonne en troisième année. Il obtient un poste d’administrateur dans la compagnie d'aviation Iberia et, en marge de cet emploi, consacre son temps à la lecture et à l’écriture.
À partir des années 1970, il travaille dans le milieu de la presse, puis dans une agence de presse.
Son premier roman, intitulé Cerbero son las sombras, publié en 1975, laisse deviner l'influence de Julio Cortázar. Il obtient un succès de librairie avec Papel mojado (1983).
En 1990, il commence à collaborer au quotidien El País. Ses chroniques témoignent déjà d'une préoccupation constante pour le langage, la recherche du sens et la défense de l'individu face aux pouvoirs et aux marchés.
Il connaît un gros succès populaire avec Où l'on apprend le rôle joué par une épingle à cravate (Desde la sombra), un roman loufoque publié en 2016.
Il a publié des romans, nouvelles, essais, articles et un monologue.

## Distinctions
- Prix Nadal pour La solitude, c’était cela (La soledad era esto) (1990).
- Prix Planeta (2007).
- Prix national de narration pour El mundo (2008).
- Prix international de journalisme Manuel-Vázquez-Montalbán (2010).

## Œuvre

### Romans
- Cerbero son las sombras (1975)
- Visión del ahogado (1977)
- El jardín vacío (1981)
- Papel mojado (1983)
- Letra muerta (1984)
- Tonto, muerto, bastardo e invisible (1995)
- Trilogía de la soledad (1996)
  - El desorden de tu nombre (1987) Publié en français sous le titre Le Désordre de ton nom, traduit par Eduardo Jiménez, Paris, Éditions Robert Laffont, coll. « Pavillons », 1994, 218 p.  (ISBN 2-221-07012-7) ; réédition, Paris, Éditions Galaade, 2006, 214 p.  (ISBN 2-35176-021-2)
  - La soledad era esto (1990) - Prix Nadal Publié en français sous le titre La solitude, c’était cela, traduit par Eduardo Jiménez, Paris, Éditions Robert Laffont, coll. « Pavillons », 1992, 141 p.  (ISBN 2-221-07013-5) ; réédition, Paris, Éditions Galaade, coll. « Retrouvailles », 2005, 121 p.  (ISBN 2-35176-010-7)
  - Volver a casa (1990)
- El orden alfabético (1998) Publié en français sous le titre L’Ordre alphabétique, traduit par Jacques Nassif et Max Bensasson, Marseille, Éditions du Hasard, coll. « L’éclat du monde », 2001, 227 p.  (ISBN 2-9510661-0-4)
- No mires debajo de la cama (1999)
- Dos mujeres en Praga (2002) Publié en français sous le titre Deux femmes à Prague, traduit par Jacques Nassif, Paris, Éditions Galaade, 2007, 182 p.  (ISBN 978-2-35176-032-1)
- La ciudad (2005)
- Laura y Julio (2006) Publié en français sous le titre Une vie qui n’était pas la sienne, traduit par André Gabastou, Paris, Éditions Galaade, 2010, 214 p.  (ISBN 978-2-35176-078-9) ; réédition, Paris, Éditions Galaade, 2010, 214 p.  (ISBN 978-2-35176-078-9)
- El mundo (2007) - Prix Planeta et prix national de Narration
- Lo que sé de los hombrecillos (2010)
- La mujer loca (2014)
- Desde la sombra (2016) Publié en français sous le titre Où l'on apprend le rôle joué par une épingle à cravate, traduit par Hélène Melo, Paris, Éditions Plon, coll. « Feux croisés », 2018, 169 p.  (ISBN 978-2-259-25324-6) ; réédition, Paris, 10/18, coll. « Littérature étrangère » no 5432, 2019, 165 p.  (ISBN 978-2-264-07402-7)
- Mi verdadera historia (2017)
- Que nadie duerma (2018)

### Recueils de nouvelles
- Primavera de luto y otros cuentos (1989)
- Cuentos de adúlteros desorientados (2003)
- Los objetos nos llaman (2008)

### Monologue
- Ella imagina (1994)

### Articles et essais
- Algo que te concierne (1995)
- Cuerpo y prótesis (2000)
- Articuentos (2001)
- Numeros pares, impares e idiotas (2001)
- Los sueños se cumplen (2002)
- Hay algo que no es como me dicen (2004) Publié en français sous le titre Une histoire de harcèlement. L’Affaire Nevenka, traduit par Annie Chambaut et Michel Riebel, Paris, Éditions Galaade, 2005, 182 p.  (ISBN 2-35176-009-3)
- Todo son preguntas (2005)
- Sombras sobre sombras (2006)
- Articuentos completos (2011)

### Reportages
- María y Mercedes (2005)
- El ojo de la cerradura (2006)
- Vidas al límite (2012)